# Vladimíra Uhlířová
Vladimíra Uhlířová (České Budějovice, 1978. május 4. –) cseh hivatásos teniszezőnő. 2002–2016 között versenyzett a profik között. Sikereit párosban érte el, egyesben ritkán lépett pályára. Karrierje során párosban öt WTA-tornát nyert meg, s tizenhárom döntőt veszített el. Grand Slam-tornán a legnagyobb sikerét a 2007-es US Openen érte el, amikor Szávay Ágnes oldalán az elődöntőig jutott. Későbbi állandó partnere a dél-afrikai Natalie Grandin volt. A világranglistán a legjobb helyezése egyéniben a négyszázadik volt 2003-ban, párosban a tizennyolcadik volt 2007-ben.
Nyolcévesen kezdett el teniszezni. Edzője a kezdetektől fogva édesapja, aki korábban rövidtávfutó volt. Kedvenc tornái az acapulcói és a budapesti, valamint a US Open voltak.
Uhlířová 2002-ben sikeresen diplomázott a texasi egyetemen. Anyanyelvén kívül angolul, franciául és németül beszél.

## WTA-döntői

### Páros

#### Győzelmei (5)
| Összesítés           |                        |
| Grand Slam-torna (0) |                        |
| Tier I (0)           | Premier Mandatory* (0) |
| Tier II (1)          | Premier Five* (0)      |
| Tier III (1)         | Premier* (0)           |
| Tier IV (0)          | International* (3)     |
| Tier V (0)           | Challenger* (0)        |

* 2009-től megváltozott a tornák rendszere. Challenger tornákat 2012-től rendeznek.
 Az egymás mellett azonos színnel jelölt tornatípusok között nincs teljes mértékű megfelelés.
|    | Dátum             | Torna                                       | Borítás    | Partner         | Ellenfelek a döntőben       | Eredmény a döntőben |
| 1. | 2007. április 29. | Gaz de France Budapest Grand Prix, Budapest | Salak      | Szávay Á.       | M. Müller G. Navrátilová    | 7–5, 6–2            |
| 2. | 2008. április 13. | Bausch & Lomb Championships, Amelia Island  | Zöld salak | B. Mattek       | V. Azaranka J. Vesznyina    | 6–3, 6–1            |
| 3. | 2009. július 25.  | Banka Koper Slovenia Open, Portorož         | Kemény     | J. Görges       | C. Pin K. Zakopalová        | 6–4, 6–2            |
| 4. | 2010. július 24.  | Banka Koper Slovenia Open, Portorož         | Kemény     | M. Kondratyjeva | A. Csakvetadze M. Eraković  | 6–4, 2–6, [10–7]    |
| 5. | 2011. szept. 25.  | Hansol Korea Open, Szöul                    | Salak      | N. Grandin      | V. Dusevina G. Voszkobojeva | 7–6(5), 6–4         |

#### Elveszített döntői (13)
|     | Dátum                | Torna                                    | Borítás    | Partner              | Ellenfelek a döntőben                 | Eredmény a döntőben | Eredmény a döntőben |
| 1.  | 2007. február 11.    | Open Gaz de France, Párizs               | Kemény (f) | Gabriela Navrátilová | Cara Black Liezel Huber               | 2–6, 0–6            |                     |
| 2.  | 2007. március 3.     | Qatar Total Open, Doha                   | Kemény     | Szávay Ágnes         | Martina Hingis Marija Kirilenko       | 1–6, 1–6            |                     |
| 3.  | 2007. július 29.     | Gastein Ladies, Bad Gastein              | Salak      | Szávay Ágnes         | Lucie Hradecká Renata Voráčová        | 3–6, 5–7            |                     |
| 4.  | 2008. február 10.    | Open Gaz de France, Párizs               | Kemény (f) | Eva Hrdinová         | Aljona Bondarenko Katerina Bondarenko | 1–6, 4–6            |                     |
| 5.  | 2008. július 27.     | East West Bank Classic, Los Angeles      | Kemény     | Eva Hrdinová         | Csan Jung-zsan Csuang Csia-zsung      | 6–2, 5–7, [4–10]    |                     |
| 6.  | 2009. október 25.    | BGL Luxembourg Open, Luxembourg          | Kemény     | Renata Voráčová      | Iveta Benešová B. Záhlavová-Strýcová  | 6–1, 0–6, [7–10]    |                     |
| 7.  | 2010. július 31.     | Istanbul Cup, Isztambul                  | Kemény     | Marija Kondratyjeva  | Eléni Danjilídu Jasmin Wöhr           | 4–6, 6–1, [9–11]    |                     |
| 8.  | 2010. szeptember 26. | Hansol Korea Open, Szöul                 | Kemény     | Natalie Grandin      | Julia Görges Polona Hercog            | 3–6, 4–6            |                     |
| 9.  | 2011. április 30.    | Barcelona Ladies Open, Barcelona         | Salak      | Natalie Grandin      | Iveta Benešová B. Záhlavová-Strýcová  | 7–5, 4–6, [2–10]    |                     |
| 10. | 2011. május 21.      | Internationaux de Strasbourg, Strasbourg | Salak      | Natalie Grandin      | Akgul Amanmuradova Csuang Csia-zsung  | 7–5, 4–6, [9–11]    |                     |
| 11. | 2011. július 10.     | POLI-FARBE Budapest Grand Prix, Budapest | Salak      | Natalie Grandin      | A. Medina Garrigues Alicja Rosolska   | 2–6, 2–6            |                     |
| 12. | 2011. augusztus 21.  | Western & Southern Open, Cincinnati      | Kemény     | Natalie Grandin      | Vania King Jaroszlava Svedova         | 4–6, 6–3, [9–11]    |                     |
| 13. | 2012. május 26.      | Internationaux de Strasbourg, Strasbourg | Salak      | Natalie Grandin      | Volha Havarcova Klaudia Jans-Ignacik  | 7–6(4), 3–6, [3–10] | (részletek)         |

## Eredményei Grand Slam-tornákon

### Párosban
| Grand Slam | Australian Open             | Australian Open                  | Roland Garros           | Roland Garros                     | Wimbledon               | Wimbledon                     | US Open                | US Open                          |
| Év         | Eredmény Partner            | Utolsó ellenfél                  | Eredmény Partner        | Utolsó ellenfél                   | Eredmény Partner        | Utolsó ellenfél               | Eredmény Partner       | Utolsó ellenfél                  |
| 2006       | –                           | –                                | 2. kör Emma Laine       | Lisa Raymond Samantha Stosur      | 1. kör Klára Koukalová  | Li Na Peng Suaj               | 1. kör Lucie Hradecká  | Séverine Brémond Tatiana Golovin |
| 2007       | 2. kör Sofia Arvidsson      | Lisa Raymond Samantha Stosur     | 3. kör Szávay Ágnes     | Lisa Raymond Samantha Stosur      | 2. kör Szávay Ágnes     | Szánija Mirza Sahar Peér      | Elődöntő Szávay Ágnes  | Csan Jung-zsan Csuang Csia-zsung |
| 2008       | 2. kör Laura Granville      | Csan Jung-zsan Csuang Csia-zsung | 3. kör Marija Koritceva | Cara Black Liezel Huber           | 2. kör Carly Gullickson | C. Castaño Kaia Kanepi        | 1. kör Eva Hrdinová    | S. Foretz Gacon Camille Pin      |
| 2009       | 1. kör K. Dzehalevics       | A. Hlaváčková Lucie Hradecká     | 2. kör Lucie Šafářová   | Vera Dusevina A. Rogyionova       | 1. kör Lucie Šafářová   | A. Rogyionova G. Voszkobojeva | 1. kör Laura Granville | Julie Coin Marie-Ève Pelletier   |
| 2010       | 2. kör Carly Gullickson     | Cara Black Liezel Huber          | 2. kör M. Kondratyjeva  | Volha Havarcova A. Kudrjavceva    | 1. kör M. Kondratyjeva  | Cara Black D. Hantuchová      | 1. kör M. Kondratyjeva | Lisa Raymond Rennae Stubbs       |
| 2011       | Negyeddöntő Natalie Grandin | Gisela Dulko Flavia Pennetta     | 3. kör Natalie Grandin  | Květa Peschke Katarina Srebotnik  | 2. kör Natalie Grandin  | D. Hantuchová A. Radwańska    | 1. kör Natalie Grandin | A. Kudrjavceva J. Makarova       |
| 2012       | 2. kör Natalie Grandin      | I.-C. Begu M. Niculescu          | 2. kör Natalie Grandin  | Csan Hao-csing Csan Jung-zsan     | 3. kör Natalie Grandin  | A. Hlaváčková Lucie Hradecká  | 3. kör Natalie Grandin | A. Hlaváčková Lucie Hradecká     |
| 2013       | 3. kör Natalie Grandin      | Ashleigh Barty Casey Dellacqua   | 1. kör Natalie Grandin  | Nagyja Petrova Katarina Srebotnik | 2. kör Natalie Grandin  | Sara Errani Roberta Vinci     | –                      | –                                |
| 2014       | –                           | –                                | 1. kör Irina Burjacsok  | Julie Coin Pauline Parmentier     | –                       | –                             | –                      | –                                |
| 2015       | –                           | –                                | 1. kör Elena Bogdan     | S. Foretz Gacon Amandine Hesse    | –                       | –                             | –                      | –                                |

## Év végi világranglista-helyezései
| Év     | 2002 | 2003 | 2004 | 2005 | 2006 | 2007 | 2008 | 2009 | 2010 | 2011  | 2012 | 2013 | 2014 | 2015  |
| Egyéni | 717. | 438. | 628. | 791. | 923. | 919. | 896. | –    | 868. | 1140. | 908. | –    | –    | –     |
| Páros  | 760. | 304. | 221. | 90.  | 81.  | 19.  | 31.  | 64.  | 50.  | 23.   | 40.  | 101. | 844. | 1131. |